# جابريال بلوس
جابريال بلوس (بالبرتغالية: Gabriel Rybar Blos‏) (28 فبراير 1989 في البرازيل - ) هو لاعب كرة قدم برازيلي في مركز قلب الدفاع. لعب مع غريميو بورتو أليغرينزي وRio Branco Football Club ‏ ونادي لاجيادينزي وPato Branco Esporte Clube ‏.

## روابط خارجية
- جابريال بلوس على موقع إي إس بي إن إف سي (الإنجليزية)
- جابريال بلوس على موقع قاعدة بيانات كرة القدم.إي يو (الإنجليزية)
- جابريال بلوس على موقع Soccerway.com (الإنجليزية)